# Nothopsis rugosus
Genre
Espèce
Synonymes
- Nothopsis affinis Boulenger, 1905
- Nothopsis torresi Taylor, 1951

Statut de conservation UICN

 LC  : Préoccupation mineure
Nothopsis rugosus, unique représentant du genre Nothopsis, est une espèce de serpents de la famille des Dipsadidae.

## Répartition
Cette espèce se rencontre au Honduras, au Nicaragua, au Costa Rica, au Panama, dans l'ouest de la Colombie et dans l'Ouest de l'Équateur.

## Publication originale
- Cope, 1871 : Ninth Contribution to the Herpetology of Tropical America. Proceedings of the Academy of Natural Sciences of Philadelphia, vol. 23, no 2, p. 200-224 (texte intégral).